# Broset d'Alèst
Broset d'Alèst (en francès Brouzet-lès-Alès) és un municipi francès situat al departament del Gard i a la regió d'Occitània.